# شواتس
شهر شواتس (به آلمانی: Schwaz) در استان  تیرول با جمعیت  ۱۲٬۶۳۷  نفر در کشور اتریش واقع شده‌است.

## نگارخانه

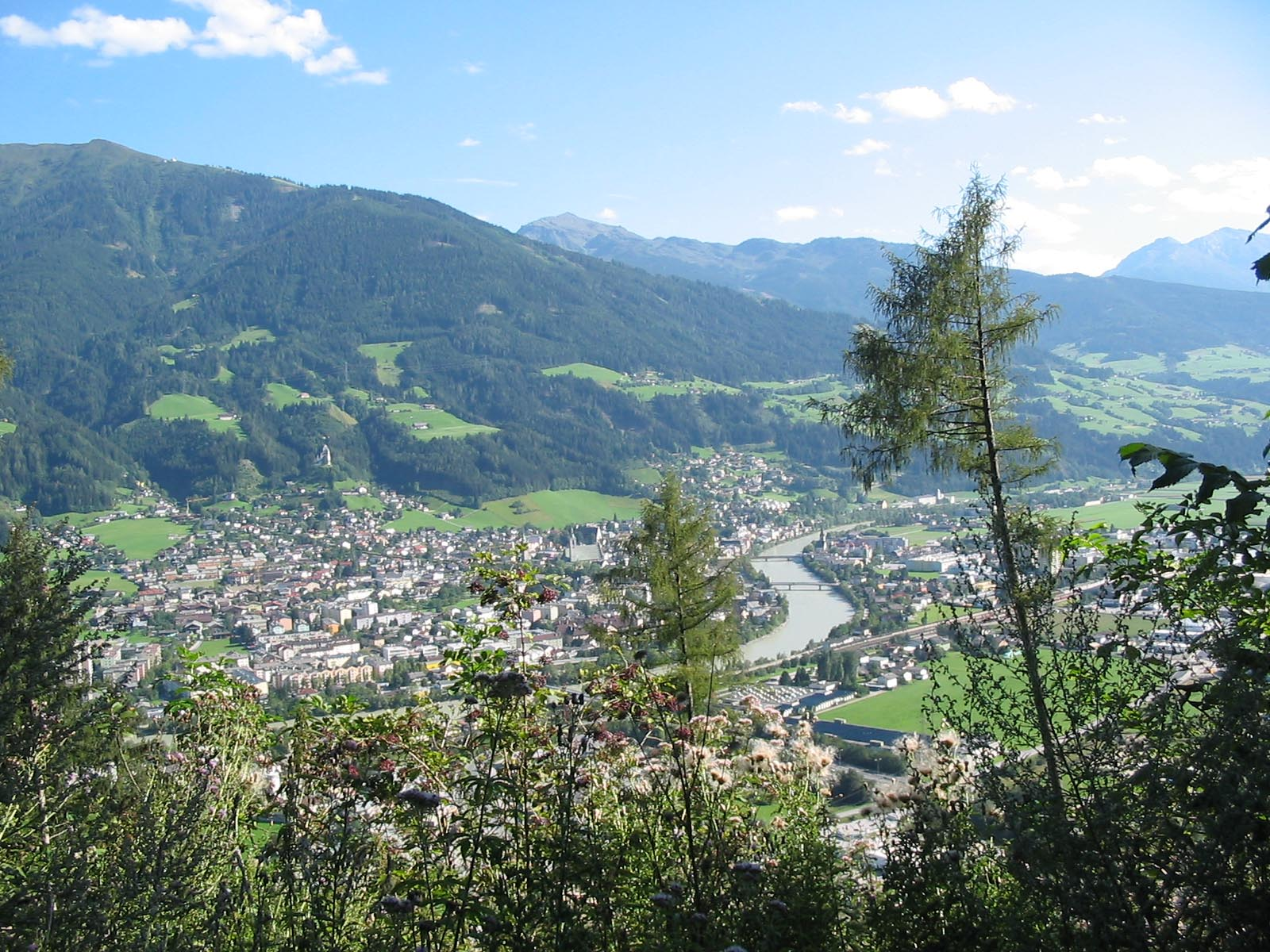
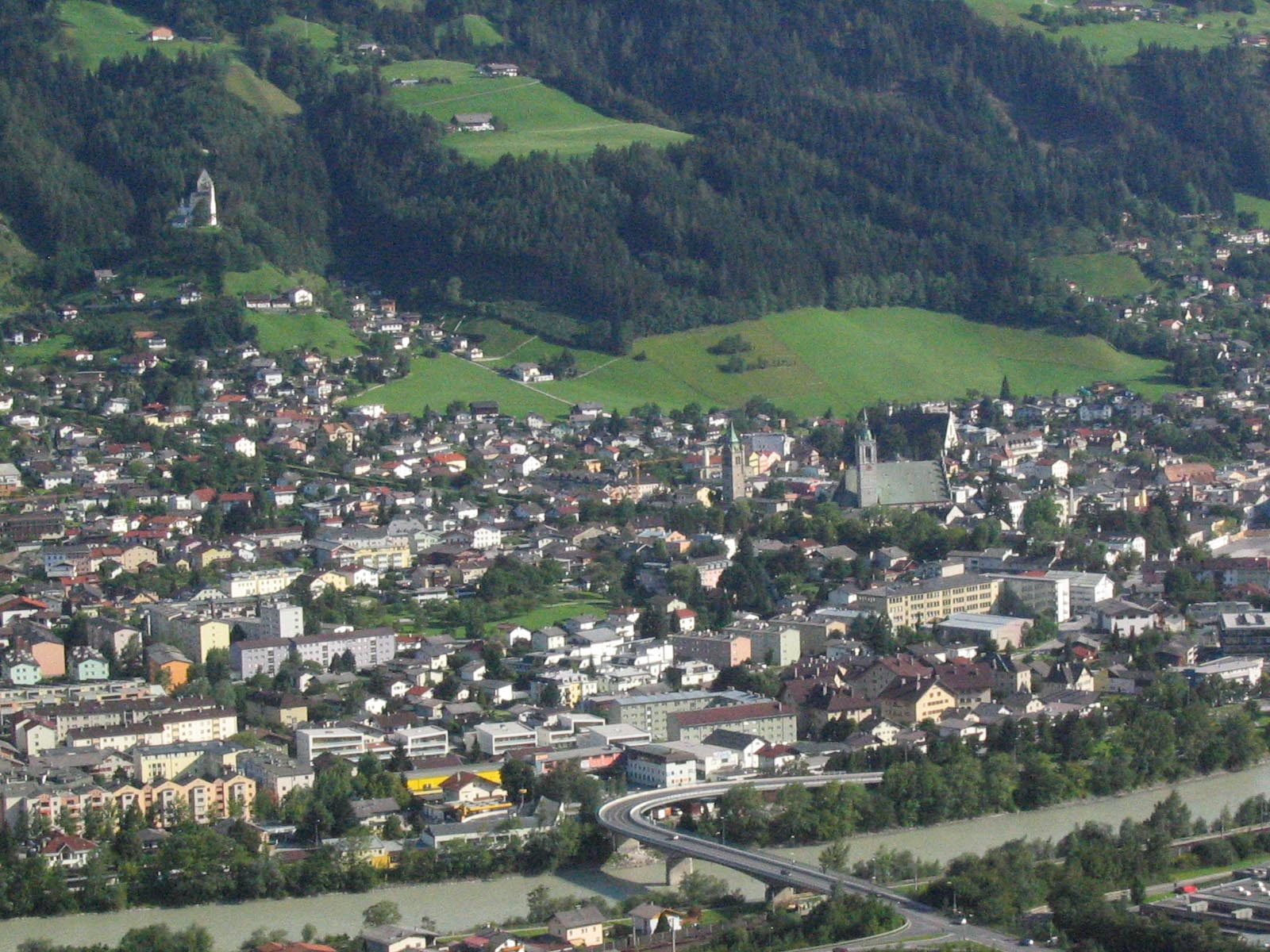
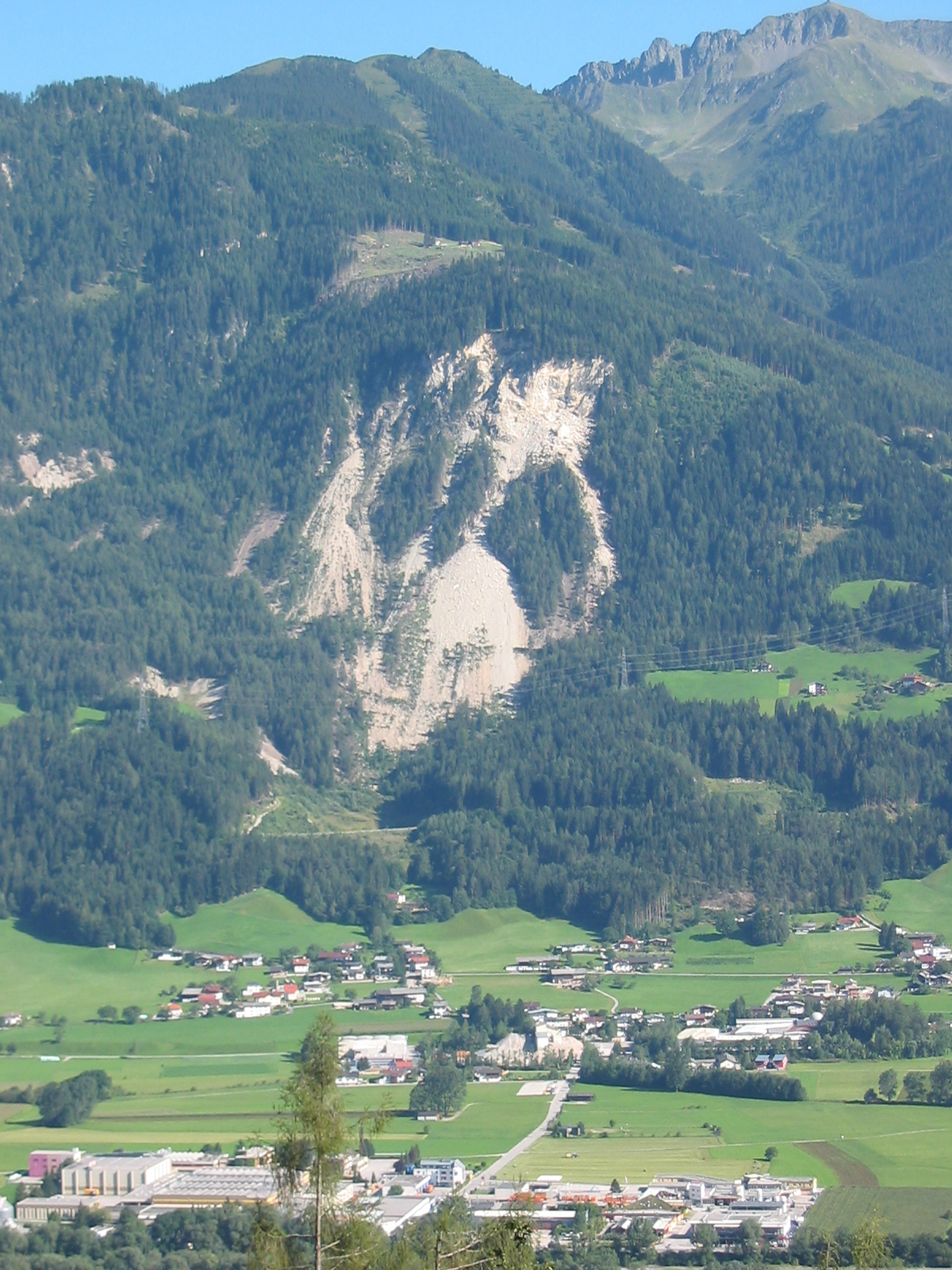